# Редин, Семён Афанасьевич
Семён Афанасьевич Редин — советский хозяйственный, государственный и политический деятель, Герой Социалистического Труда.

## Биография
Родился в 1915 году в селе Знаменское. Член КПСС.
С 1937 года — на хозяйственной, общественной и политической работе. В 1937—1979 гг. — главный зоотехник райземотдела в Таврическом районе Восточно-Казахстанской области, зоотехник-селекционер в совхозе имени Ленина Луговского района Джамбулской области Казахской ССР, старший зоотехник треста совхозов в Джамбуле, участник Великой Отечественной войны, старший зоотехник в совхозе имени Луначарского Ставропольского района Куйбышевской области, старший зоотехник свиноводческого совхоза «Канаш» Министерства совхозов СССР, директор совхоза «Канаш» Шенталинского района Куйбышевской области, директор совхоза «Молодая гвардия» Волжского района, директор Куйбышевского ипподрома
Указом Президиума Верховного Совета СССР от 3 декабря 1949 года присвоено звание Героя Социалистического Труда с вручением ордена Ленина и золотой медали «Серп и Молот».
Делегат XXII съезда КПСС.
Умер в Самаре в 1998 году.